# Střešovice
Střešovice est un quartier pragois  faisant partie de l'arrondissement de Prague 6. Střešovice se trouve dans la partie ouest de Prague, enclavé entre les quartiers de Dejvice, Břevnov et Hradčany.

## Histoire
Střešovice est apparu entre le Xe siècle et le XIe siècle. Cette commune était la propriété des deucx tchèques jusqu'à 1143, lorsqu'elle a été offerte au monastère de Strahov. Malgré une expropriation temporaire pendant les guerres hussites, la commune est restée la propriété du monastère jusqu'au XXe siècle.

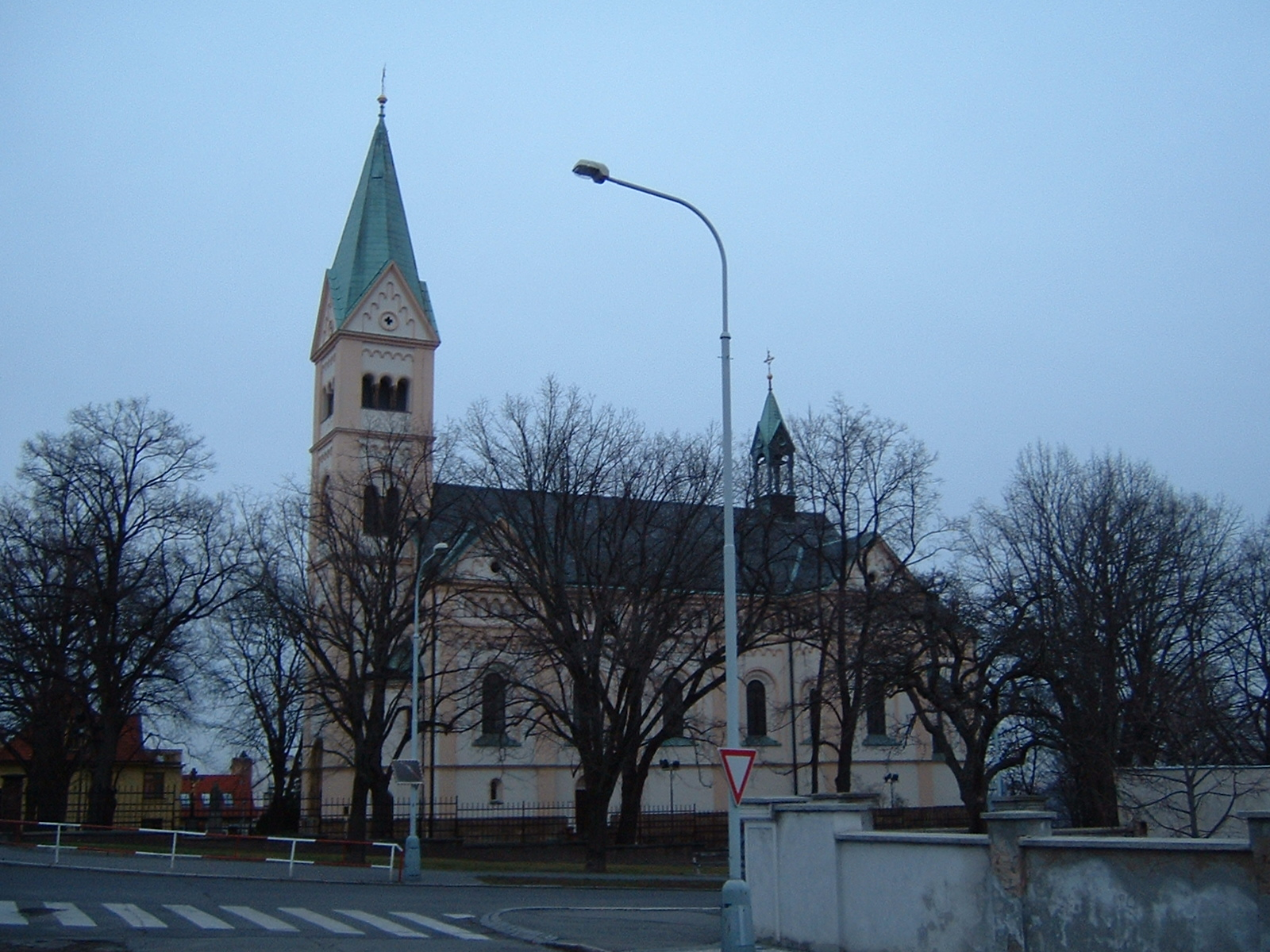
L'église Saint Norbert

## Lieux intéressants à Střešovice
- La Villa Müller.
- L'église Saint Norbert.
- Le cinéma Ořechovka.
- L'ensemble urbanistique du vieux Střešovice, comprenant de nombreuses villas.
- Le musée des transports en commun.

## Tatran Střešovice
Tatran Střešovice est une section sportive du quartier de Střešovice. Elle est surtout connue pour son équipe de unihockey.